# Mariana Mamonova
Mariana Volodymyrivna Mamonova (nascida em 12 de outubro de 1991, Mlyniv, Ucrânia) é uma médica ucraniana, militar, capitã do Serviço Médico das Forças Armadas da Ucrânia, participante da Guerra Russo-Ucraniana.

## Biografia
Maryana nasceu em 12 de outubro de 1991 na cidade de Mlynov, hoje comunidade Mlyniv do distrito de Mlyniv, na região de Rivne, na Ucrânia.
Ela se formou na Universidade Médica Nacional de Ternopil Ivan Horbachevsky, mestrado pela Academia Médica Militar de Kiev.
Ela teve quatro rotações para o ATO/OOS. Ela serviu como chefe do serviço médico do 501º batalhão de infantaria de fuzileiros navais separado da 36ª Brigada de Fuzileiros Navais Separada "Contra-Almirante Mykhailo Bilynsky". Desde o início da invasão russa em grande escala, ela serviu em Mariupol. Depois ela, juntamente com os seus colegas e dezenas de civis, escondeu-se na fábrica metalúrgica de Ilyich e salvou a vida de outras pessoas.
Antes mesmo de sua captura, Maryana informou à família que estava grávida em uma de suas correspondências. Desde 4 de abril de 2022, ela era prisioneira dos ocupantes russos, detida em Olenivka, e foi libertada em 21 de setembro [3].
Pouco depois de ser libertada do cativeiro, ela deu à luz uma criança. O marido de Maryana é militar da 12ª Brigada da Guarda Nacional[4].

## Prêmios
- o grau III da Ordem "Pela Coragem" (18 de março de 2022) — pela coragem pessoal e ações altruístas demonstradas na defesa da soberania do Estado e da integridade territorial da Ucrânia, lealdade ao juramento militar[5].[6]